# 森正矩
森 正矩（もり まさのり、慶長6年5月23日（1601年6月23日） - 万治2年8月12日（1659年2月29日））は、美作津山藩士。
森家家臣森正次の嫡男。正室は池田家家臣高木義政の娘。子は森正方、花房弥次兵衛室、岡田九兵衛室、各務三右衛門正直室。通称は所左衛門。寛永年中、父正次とともに森家を退去。後、関成次の口添えで再び森家に仕える。知行1000石。万治2年8月12日没。享年59。